# Demonax multireductus
Demonax multireductus là một loài bọ cánh cứng trong họ Cerambycidae.